# UCI Europa Tour 2016
L'UCI Europa Tour 2016 és la dotzena edició de l'UCI Europa Tour, un dels cinc circuits continentals de ciclisme de la Unió Ciclista Internacional. Està format per més de 300 proves, organitzades del 28 de gener a l'11 d'octubre de 2016 a Europa.

## Evolució del calendari

### Gener
| Data | Cursa                                       | País    | Cat. | Vencedor           | Equip            |
| ---- | ------------------------------------------- | ------- | ---- | ------------------ | ---------------- |
| 28   | Trofeu Felanitx-Ses Salines-Campos-Porreres | Espanya | 1.1  | André Greipel      | Lotto-Soudal     |
| 29   | Trofeu Pollença-Port de Andratx             | Espanya | 1.1  | Gianluca Brambilla | Etixx-Quick Step |
| 30   | Trofeu Serra de Tramuntana                  | Espanya | 1.1  | Fabian Cancellara  | Trek-Segafredo   |
| 31   | Gran Premi d'Obertura La Marseillaise       | França  | 1.1  | Dries Devenyns     | IAM Cycling      |
| 31   | Trofeu Palma                                | Espanya | 1.1  | André Greipel      | Lotto-Soudal     |

### Febrer
| Data  | Cursa                               | País      | Cat. | Vencedor           | Equip                 |
| ----- | ----------------------------------- | --------- | ---- | ------------------ | --------------------- |
| 3-7   | Étoile de Bessèges                  | França    | 2.1  | Jérôme Coppel      | IAM Cycling           |
| 3-7   | Volta a la Comunitat Valenciana     | Espanya   | 2.1  | Wout Poels         | Team Sky              |
| 7     | Gran Premi de la costa dels Etruscs | Itàlia    | 1.1  | Grega Bole         | Nippo-Vini Fantini    |
| 11-14 | La Méditerranéenne                  | França    | 2.1  | Andrí Hrivko       | Astana Qazaqstan Team |
| 13    | Volta a Múrcia                      | Espanya   | 1.1  | Philippe Gilbert   | BMC Racing            |
| 14    | Clàssica d'Almeria                  | Espanya   | 1.1  | Leigh Howard       | IAM Cycling           |
| 14    | Gran Premi Laguna                   | Croàcia   | 1.2  | Filippo Ganna      | Team Colpack          |
| 14    | Trofeu Laigueglia                   | Itàlia    | 1.HC | Andrea Fedi        | Southeast-Venezuela   |
| 17-21 | Volta a Andalusia                   | Espanya   | 2.1  | Alejandro Valverde | Movistar Team         |
| 17-21 | Volta a l'Algarve                   | Portugal  | 2.1  | Geraint Thomas     | Team Sky              |
| 20-21 | Tour de l'Alt Var                   | França    | 2.1  | Arthur Vichot      | FDJ                   |
| 23-25 | Tour La Provence                    | França    | 2.1  | Thomas Voeckler    | Direct Énergie        |
| 27    | Classic Sud Ardèche                 | França    | 1.1  | Petr Vakoč         | Etixx-Quick Step      |
| 27    | Omloop Het Nieuwsblad               | Bèlgica   | 1.HC | Greg Van Avermaet  | BMC Racing Team       |
| 28    | Gran Premi d'Izola                  | Eslovènia | 1.2  | Jure Golčer        | Adria Mobil           |
| 28    | La Drôme Classic                    | França    | 1.1  | Petr Vakoč         | Etixx-Quick Step      |
| 28    | Kuurne-Brussel·les-Kuurne           | Bèlgica   | 1.HC | Jasper Stuyven     | Trek-Segafredo        |
| 28    | Gran Premi de Lugano                | Suïssa    | 1.HC | Sonny Colbrelli    | Bardiani CSF          |

### Març
| Data  | Cursa                                                | País          | Cat.   | Vencedor            | Equip                                 |
| ----- | ---------------------------------------------------- | ------------- | ------ | ------------------- | ------------------------------------- |
| 2     | Le Samyn                                             | Bèlgica       | 1.1    | Niki Terpstra       | Etixx-Quick Step                      |
| 2     | Umag Trophy                                          | Croàcia       | 1.2    | Jonas Bokeloh       | Klein Constantia                      |
| 4-6   | Tres dies de Flandes Occidental                      | Bèlgica       | 2.1    | Sean De Bie         | Lotto-Soudal                          |
| 5     | Ster van Zwolle                                      | Països Baixos | 1.2    | Jeff Vermeulen      | Cyclingteam Jo Piels                  |
| 5     | Poreč Trophy                                         | Croàcia       | 1.2    | Matej Mugerli       | Synergy Baku Cycling Project          |
| 5     | Strade Bianche                                       | Itàlia        | 1.HC   | Fabian Cancellara   | Trek-Segafredo                        |
| 6     | Gran Premi de Lillers-Souvenir Bruno Comini          | França        | 1.2    | Stijn Steels        | Topsport Vlaanderen-Baloise           |
| 6     | Gran Premi de la Indústria i l'Artesanat de Larciano | Itàlia        | 1.1    | Simon Clarke        | Cannondale                            |
| 10-13 | Istrian Spring Trophy                                | Croàcia       | 2.2    | Olivier Pardini     | Wallonie Bruxelles-Group Protect      |
| 12-13 | Gran Premi Liberty Seguros                           | Portugal      | 2.2    | August Jensen       | Team Coop-ØsterHus                    |
| 12    | Tour de Drenthe                                      | Països Baixos | 1.1    | Jesper Asselman     | Roompot-Oranje Peloton                |
| 13    | Dorpenomloop Rucphen                                 | Països Baixos | 1.2    | Aidis Kruopis       | Verandas Willems                      |
| 13    | París-Troyes                                         | França        | 1.2    | Rudy Barbier        | Roubaix Métropole européenne de Lille |
| 16    | Nokere Koerse                                        | Bèlgica       | 1.HC   | Timothy Dupont      | Verandas Willems                      |
| 16-20 | Volta a l'Alentejo                                   | Portugal      | 2.2    | Enric Mas           | Klein Constantia                      |
| 18    | Handzame Classic                                     | Bèlgica       | 1.1    | Erik Baška          | Team Tinkoff                          |
| 19    | Clàssica Loira Atlàntic                              | França        | 1.1    | Anthony Turgis      | Cofidis                               |
| 20    | Gran Premi Cholet-País del Loira                     | França        | 1.1    | Rudy Barbier        | Roubaix Métropole européenne de Lille |
| 21-27 | Tour de Normandia                                    | França        | 2.2    | Baptiste Planckaert | Wallonie Bruxelles-Group Protect      |
| 23    | A través de Flandes                                  | Bèlgica       | 1.HC   | Jens Debusschere    | Lotto Soudal                          |
| 24-27 | Setmana Internacional de Coppi i Bartali             | Itàlia        | 2.1    | Serguei Firsànov    | Gazprom-RusVelo                       |
| 26-27 | Critèrium Internacional                              | França        | 2.HC   | Thibaut Pinot       | FDJ                                   |
| 27    | Kattekoers                                           | Bèlgica       | 1.Ncup | Mads Pedersen       | Equip nacional de Dinamarca           |
| 28    | Giro del Belvedere                                   | Itàlia        | 1.2U   | Patrick Müller      | BMC Development                       |
| 29-31 | Tres dies de La Panne                                | Bèlgica       | 2.HC   | Lieuwe Westra       | Astana Qazaqstan Team                 |
| 29    | Gran Premi Palio del Recioto                         | Itàlia        | 1.2U   | Ruben Guerreiro     | Axeon-Hagens Berman                   |

### Abril
| Data  | Cursa                                      | País                 | Cat.   | Vencedor              | Equip                            |
| ----- | ------------------------------------------ | -------------------- | ------ | --------------------- | -------------------------------- |
| 1     | Ruta Adélie de Vitré                       | França               | 1.1    | Bryan Coquard         | Direct Énergie                   |
| 1-3   | Triptyque des Monts et Châteaux            | Bèlgica              | 2.2    | Mads Würtz Schmidt    | Team Trefor                      |
| 2     | Volta Limburg Classic                      | Països Baixos        | 1.1    | Floris Gerts          | BMC Racing Team                  |
| 2     | Gran Premi Miguel Indurain                 | Espanya              | 1.1    | Ion Izagirre          | Movistar Team                    |
| 3     | Gran Premi Adria Mobil                     | Eslovènia            | 1.2    | Filippo Fortin        | GM Europa Ovini                  |
| 3     | Volta a La Rioja                           | Espanya              | 1.1    | Michael Matthews      | Orica GreenEDGE                  |
| 3     | Trofeu Piva                                | Itàlia               | 1.2U   | Tao Geoghegan Hart    | Axeon Hagens Berman              |
| 3     | París-Camembert                            | França               | 1.1    | Cyril Gautier         | AG2R La Mondiale                 |
| 5-8   | Circuit de la Sarthe                       | França               | 2.1    | Marc Fournier         | FDJ                              |
| 6     | Grote Scheldeprijs                         | Bèlgica              | 1.HC   | Marcel Kittel         | Etixx-Quick Step                 |
| 8-10  | Circuit de les Ardenes                     | França               | 2.2    | Olivier Pardini       | Wallonie Bruxelles-Group Protect |
| 9     | Tour de Flandes sub-23                     | Bèlgica              | 1.Ncup | David Per             | Equip nacional d'Eslovènia       |
| 10    | Klasika Primavera                          | Espanya              | 1.1    | Giovanni Visconti     | Movistar Team                    |
| 13    | Fletxa Brabançona                          | Bèlgica              | 1.HC   | Petr Vakoč            | Etixx-Quick Step                 |
| 13-17 | Tour de Loir i Cher                        | França               | 2.2    | Patrick Schelling     | Team Vorarlberg                  |
| 14    | Gran Premi de Denain                       | França               | 1.HC   | Daniel McLay          | Fortuneo-Vital Concept           |
| 14-17 | Tour de Mersin                             | Turquia              | 2.2    | Nazim Bakirci         | Torku Şekerspor                  |
| 15-16 | ZLM Tour                                   | Països Baixos        | 2.Ncup | Amund Grondahl        | Equip nacional de Noruega        |
| 15-17 | Volta a Castella i Lleó                    | Espanya              | 2.1    | Alejandro Valverde    | Movistar Team                    |
| 16    | Trofeu Edil C                              | Itàlia               | 1.2    | Vincenzo Albanese     | Hopplà-Petroli Firenze           |
| 16    | Tour de Finisterre                         | França               | 1.1    | Baptiste Planckaert   | Wallonie Bruxelles-Group Protect |
| 16    | Lieja-Bastogne-Lieja sub-23                | Bèlgica              | 1.2U   | Logan Owen            | Axeon-Hagens Berman              |
| 17    | Volta a Holanda del Nord                   | Països Baixos        | 1.2    | Mathias Westergaard   | Team Almeborg-Bornholm           |
| 17    | Giro dels Apenins                          | Itàlia               | 1.1    | Serguei Firsànov      | Gazprom-RusVelo                  |
| 17    | Tro Bro Leon                               | França               | 1.1    | Martin Mortensen      | One Pro Cycling                  |
| 19-22 | Giro del Trentino                          | Itàlia               | 2.HC   | Mikel Landa           | Team Sky                         |
| 19-24 | Tour de Croàcia                            | Croàcia              | 2.1    | Matija Kvasina        | Synergy Baku Project             |
| 23    | Visegrad 4 Bicycle Race-GP Kerékpárverseny | Hongria              | 1.2    | Marek Canecky         | Amplatz-BMC                      |
| 23    | Belgrad-Banja Luka I                       | Sèrbia               | 1.2    | Vitali Buts           | Kolss BDC Team                   |
| 23    | Arno Wallaard Memorial                     | Països Baixos        | 1.2    | Maarten van Trijp     | Metec-TKH                        |
| 24    | Visegrad 4 Bicycle Race-GP Slovakia        | Eslovàquia           | 1.2    | Andrí Kulik           | Kolss BDC Team                   |
| 24    | Belgrad-Banja Luka II                      | Bòsnia i Hercegovina | 1.2    | Filippo Fortin        | GM Europa Ovini                  |
| 24    | Rutland-Melton International CiCLE Classic | Regne Unit           | 1.2    | Conor Dunne           | JLT Condor                       |
| 24    | París-Mantes-en-Yvelines                   | França               | 1.2    | Paul Ourselin         | Vendée U                         |
| 24    | Roue tourangelle                           | França               | 1.1    | Samuel Dumoulin       | AG2R La Mondiale                 |
| 24-01 | Volta a Turquia                            | Turquia              | 2.HC   | José Gonçalves        | Caja Rural-Seguros RGA           |
| 25    | Gran Premi della Liberazione               | Itàlia               | 1.2U   | Vincenzo Albanese     | Hopplà-Petroli Firenze           |
| 25-1  | Tour de Bretanya                           | França               | 2.2    | Adrien Costa          | Axeon Hagens Berman              |
| 28-3  | Carpathia Couriers Path                    | Polònia              | 2.2U   | Hamish Schreurs       | Klein Constantia                 |
| 29-1  | Tour de Yorkshire                          | Regne Unit           | 2.1    | Thomas Voeckler       | Direct Energie                   |
| 29    | Himmerland Rundt                           | Dinamarca            | 1.2    | Jonas Gregaard Wilsly | Riwal Platform Cycling Team      |
| 30-2  | Volta a Astúries                           | Espanya              | 2.1    | Hugh Carthy           | Caja Rural-Seguros RGA           |
| 30    | Zuidenveld Tour                            | Països Baixos        | 1.2    | Elmar Reinders        | Cyclingteam Jo Piels             |
| 30    | Gran Premi Viborg                          | Dinamarca            | 1.2    | Johim Ariesen         | Metec-TKH                        |

### Maig
| Data  | Cursa                                     | País          | Cat. | Vencedor           | Equip                             |
| ----- | ----------------------------------------- | ------------- | ---- | ------------------ | --------------------------------- |
| 1     | Skive-Lobet                               | Dinamarca     | 1.2  | Johim Ariesen      | Metec-TKH                         |
| 1     | Memorial Andrzej Trochanowski             | Polònia       | 1.2  | Alois Kankovsky    | Whirlpool Author                  |
| 1     | Gran Premi de Frankfurt sub-23            | Alemanya      | 1.2U | Konrad Geßner      | RSC Turbine Erfurt                |
| 1     | Circuit del Porto-Trofeu Arvedi           | Itàlia        | 1.2  | Marco Maronese     | Zalf Euromobil Désirée Fior       |
| 1     | Gran Premi de Frankfurt                   | Alemanya      | 1.HC | Alexander Kristoff | Team Katusha                      |
| 2     | Memorial Roman Siemiński                  | Polònia       | 1.2  | Mykhaylo Kononenko | Kolss BDC Team                    |
| 4-8   | Tour de l'Azerbaidjan                     | Azerbaidjan   | 2.1  | Markus Eibegger    | Team Felbermayr-Simplon Wels      |
| 4-8   | Quatre dies de Dunkerque                  | França        | 2.HC | Bryan Coquard      | Direct Energie                    |
| 4-8   | Fletxa del Sud                            | Luxemburg     | 2.2  | Sérgio Sousa       | Team Vorarlberg                   |
| 5     | A través de les Ardenes flamenques        | Bèlgica       | 1.2  | Timothy Dupont     | Veranda's Willems Cycling Team    |
| 6-8   | Szlakiem Grodów Piastowskich              | Polònia       | 2.2  | Oleksandr Polivoda | Kolss BDC Team                    |
| 7     | Sundvolden GP                             | Noruega       | 1.2  | Andreas Vangstad   | Team Sparebanken Sør              |
| 7-8   | Volta a la comunitat de Madrid            | Espanya       | 2.1  | Juan José Lobato   | Movistar Team                     |
| 8     | Fletxa ardenesa                           | Bèlgica       | 1.2  | Jeroen Meijers     | Rabobank Development Team         |
| 8     | Gran Premi Ringerike                      | Noruega       | 1.2  | Trond Trondsen     | Team Sparebanken Sør              |
| 8     | Trofeu Ciutat de San Vendemiano           | Itàlia        | 1.2U | Simone Consonni    | Team Colpack                      |
| 12-15 | Roine-Alps Isera Tour                     | França        | 2.2  | Lennard Hofstede   | Rabobank Development Team         |
| 13-15 | Tour de Picardia                          | França        | 2.1  | Nacer Bouhanni     | Cofidis                           |
| 13-15 | Volta Internacional Cova da Beira         | Portugal      | 2.1  | Joni Brandão       | Efapel                            |
| 13-16 | Tour de Berlín                            | Alemanya      | 2.2U | Rémi Cavagna       | Klein Constantia                  |
| 14    | Scandinavian Race Uppsala                 | Suècia        | 1.2  | Syver Waersted     | Team Ringeriks-Kraft              |
| 14    | Tour d'Overijssel                         | Països Baixos | 1.2  | Aidis Kruopis      | Verandas Willems Cycling Team     |
| 14    | Visegrad 4 Bicycle Race-GP Polski         | Polònia       | 1.2  | Lukasz Owsian      | CCC Sprandi Polkowice             |
| 15    | Visegrad 4 Bicycle Race-GP Czech Republic | Txèquia       | 1.2  | Marek Rutkiewicz   | Wibatech Fuji                     |
| 15    | Gran Premi Criquielion                    | Bèlgica       | 1.2  | Timothy Dupont     | Verandas Willems Cycling Team     |
| 15    | Gran Premi de la Indústria del marbre     | Itàlia        | 1.2  | Damiano Cima       | Viris Maserati                    |
| 18-22 | Bałtyk-Karkonosze Tour                    | Polònia       | 2.2  | Mateusz Taciak     | CCC Sprandi Polkowice             |
| 18-22 | Volta a Noruega                           | Noruega       | 2.HC | Pieter Weening     | Roompot-Oranje Peloton            |
| 19-22 | Tour de Bihor-Bellotto                    | Romania       | 2.2  | Egan Bernal        | Androni Giocattoli-Sidermec       |
| 19-22 | Ronda de l'Isard d'Arieja                 | França        | 2.2U | Bjorg Lambrecht    | Lotto-Soudal U23                  |
| 20-22 | París-Arras Tour                          | França        | 2.2  | Aidis Kruopis      | Verandas Willems Cycling Team     |
| 21    | Tour de Berna                             | Suïssa        | 1.2  | Enrico Salvador    | Unieuro Wilier                    |
| 22    | Omloop der Kempen                         | Països Baixos | 1.1  | Oscar Riesebeek    | Metec-TKH Continental Cyclingteam |
| 22    | Velothon Wales                            | Regne Unit    | 1.1  | Thomas Stewart     | Madison Genesis                   |
| 22    | Gran Premi del Somme                      | França        | 1.1  | Daniel McLay       | Fortuneo-Vital Concept            |
| 22-29 | An Post Rás                               | Irlanda       | 2.2  | Clemens Fankhauser | Tirol Cycling Team                |
| 25-29 | Volta a Bèlgica                           | Bèlgica       | 2.HC | Dries Devenyns     | IAM Cycling                       |
| 27    | Horizon Park Race for Peace               | Ucraïna       | 1.2  | Vitali Buts        | Kolss-BDC Team                    |
| 27-28 | Volta a Estònia                           | Estònia       | 2.1  | Grzegorz Stępniak  | CCC Sprandi Polkowice             |
| 27-29 | Tour de Gironda                           | França        | 2.2  | Amund Grøndahl     | Team Joker                        |
| 28    | Gran Premi de Plumelec-Morbihan           | França        | 1.1  | Samuel Dumoulin    | AG2R La Mondiale                  |
| 29    | París-Roubaix sub-23                      | França        | 1.2U | Filippo Ganna      | Team Colpack                      |
| 29    | Horizon Park Classic                      | Ucraïna       | 1.2  | Mikhailo Kononenko | Kolss-BDC Team                    |
| 29    | Boucles de l'Aulne                        | França        | 1.1  | Samuel Dumoulin    | AG2R La Mondiale                  |
| 31-2  | Tour d'Ucraïna                            | Ucraïna       | 2.2  | Serhí Lahkuti      | Kolss-BDC Team                    |

### Juny
| Data  | Cursa                                        | País          | Cat.   | Vencedor            | Equip                         |
| ----- | -------------------------------------------- | ------------- | ------ | ------------------- | ----------------------------- |
| 1-5   | Volta a Luxemburg                            | Luxemburg     | 2.HC   | Maurits Lammertink  | Roompot-Oranje Peloton        |
| 2-5   | Boucles de la Mayenne                        | França        | 2.1    | Bryan Coquard       | Direct Energie                |
| 3-5   | Cursa de la Pau sub-23                       | Txèquia       | 2.Ncup | David Gaudu         | Equip nacional de França      |
| 4     | Fletxa de Heist                              | Bèlgica       | 1.1    | Dylan Groenewegen   | Team LottoNL-Jumbo            |
| 4     | Gran Premi de Vínnitsia                      | Ucraïna       | 1.2    | Siarhei Papok       | Minsk Cycling Club            |
| 4     | Hets Hatsafon                                | Israel        | 1.2    | Guy Gabay           | Cycling Academy Team          |
| 5     | Gran Premi ISD                               | Ucraïna       | 1.2    | Nurbolat Kulimbetov | Astana City                   |
| 5     | Memorial Philippe Van Coningsloo             | Bèlgica       | 1.2    | Timothy Dupont      | Verandas Willems Cycling Team |
| 8-12  | Volta a Eslovàquia                           | Eslovàquia    | 2.2    | Mauro Finetto       | Unieuro Wilier                |
| 9-12  | Ronda de l'Oise                              | França        | 2.2    | Antonio Parrinello  | d'Amico-Bottecchia            |
| 9     | Gran Premi del cantó d'Argòvia               | Suïssa        | 1.HC   | Giacomo Nizzolo     | Trek-Segafredo                |
| 10-12 | Małopolski Wyścig Górski                     | Polònia       | 2.2    | Mateusz Taciak      | CCC Sprandi Polkowice         |
| 11    | Fyn Rundt                                    | Dinamarca     | 1.2    | Mads Pedersen       | Stölting Service Group        |
| 12    | Gran Premi Horsens                           | Dinamarca     | 1.2    | Alexander Kamp      | Stölting Service Group        |
| 12    | Tour de Limburg                              | Bèlgica       | 1.1    | Kenny Dehaes        | Wanty-Groupe Gobert           |
| 12    | Volta a Colònia                              | Alemanya      | 1.1    | Dylan Groenewegen   | Team LottoNL-Jumbo            |
| 15-19 | Ster ZLM Toer                                | Països Baixos | 2.1    | Sep Vanmarcke       | Team LottoNL-Jumbo            |
| 15-19 | Volta a Sèrbia                               | Sèrbia        | 2.2    | Matej Mugerli       | Synergy Baku Cycling Project  |
| 16-19 | Tour del País de Savoia                      | França        | 2.2    | Enric Mas           | Klein Constantia              |
| 16-19 | Ruta del Sud                                 | França        | 2.1    | Nairo Quintana      | Movistar Team                 |
| 16-19 | Volta de l'Alta Àustria                      | Àustria       | 2.2    | Stephan Rabitsch    | Team Felbermayr-Simplon Wels  |
| 16-19 | Volta a Eslovènia                            | Eslovènia     | 2.1    | Rein Taaramäe       | Team Katusha                  |
| 18    | Memorial Józef Grundmann i Jerzy Wizowski    | Polònia       | 2.2    | Vojtech Hacecky     | Whirlpool Author              |
| 19    | Beaumont Trophy                              | Regne Unit    | 1.2    | Dion Smith          | One Pro Cycling               |
| 19    | Korona Kocich Gór                            | Polònia       | 1.2    | Mateusz Komar       | Domin Sport                   |
| 19    | Circuit de Valònia                           | Bèlgica       | 1.2    | Kévin Lalouette     | EC Raismes Petite-Forêt       |
| 22    | Halle-Ingooigem                              | Bèlgica       | 1.1    | Dries De Bondt      | Verandas Willems Cycling Team |
| 28-3  | Volta a Hongria                              | Hongria       | 2.2    | Mihkel Räim         | Cycling Academy Team          |
| 29-2  | Cursa de Solidarność i els Atletes Olímpics  | Polònia       | 2.2    | Yauhen Sobal        | Minsk CC                      |
| 29    | Internationale Wielertrofee Jong Maar Moedig | Bèlgica       | 1.2    | Jerome Baugnies     | Wanty-Groupe Gobert           |

### Juliol
| Data  | Cursa                               | País       | Cat.   | Vencedor                 | Equip                                 |
| ----- | ----------------------------------- | ---------- | ------ | ------------------------ | ------------------------------------- |
| 2     | Circuit Het Nieuwsblad sub-23       | Bèlgica    | 1.2    | Elias Van Breussegem     | Verandas Willems Cycling Team         |
| 2-9   | Volta a Àustria                     | Àustria    | 2.HC   | Jan Hirt                 | CCC Sprandi Polkowice                 |
| 3     | París-Chauny                        | França     | 1.2    | Dieter Bouvry            | Roubaix Métropole européenne de Lille |
| 3     | Balkan Elite Road Classics          | Albània    | 1.2    | Eugert Zhupa             | Wilier Triestina-Southeast            |
| 6-10  | Sibiu Cycling Tour                  | Romania    | 2.1    | Nikolai Mikhàilov        | CCC Sprandi Polkowice                 |
| 7-10  | Trofeu Joaquim Agostinho            | Portugal   | 2.2    | Rinaldo Nocentini        | Sporting Clube de Portugal/Tavira     |
| 8     | Minsk Cup                           | Belarús    | 1.2    | Alexandr Kulikovskiy     | Equip nacional de Rússia              |
| 9     | Gran Premi Stad Sint-Niklaas        | Bèlgica    | 1.2    | Justin Jules             | Veranclassic-AGO                      |
| 9     | Gran Premi de Minsk                 | Belarús    | 1.2    | Siarhei Papok            | Minsk CC                              |
| 10    | Giro del Medio Brenta               | Itàlia     | 1.2    | Fausto Masnada           | Team Colpack                          |
| 12-17 | Giro de la Vall d'Aosta             | Itàlia     | 2.2U   | Kilian Frankiny          | BMC Development Team                  |
| 14-17 | Volta a Portugal del Futur          | Portugal   | 2.2U   | Wilson Enrique Rodríguez | Boyacá Raza De Campeones              |
| 17    | Trofeu Matteotti                    | Itàlia     | 1.1    | Vincenzo Albanese        | Equip nacional d'Itàlia               |
| 20    | Gran Premi Pino Cerami              | Bèlgica    | 1.1    | Jelle Wallays            | Lotto-Soudal                          |
| 23-27 | Tour de Valònia                     | Bèlgica    | 2.HC   | Dries Devenyns           | IAM Cycling                           |
| 24    | Gran Premi de la vila de Pérenchies | França     | 1.2    | Timothy Dupont           | Veranda's Willems Cycling Team        |
| 25    | Clàssica d'Ordizia                  | Espanya    | 1.1    | Simon Yates              | Orica-BikeExchange                    |
| 26-30 | Dookoła Mazowsza                    | Polònia    | 2.2    | Matti Manninen           | Team Bliz-Merida                      |
| 27-31 | Tour d'Alsàcia                      | França     | 2.2    | Maximilian Schachmann    | Klein Constantia                      |
| 27-31 | Volta a Dinamarca                   | Dinamarca  | 2.HC   | Michael Valgren          | Team Tinkoff                          |
| 27-7  | Volta a Portugal                    | Portugal   | 2.1    | Rui Vinhas               | W52-FC Porto-Porto Canal              |
| 30-1  | Kreiz Breizh Elites                 | França     | 2.2    | Jeroen Meijers           | Rabobank Development Team             |
| 31    | Trofeu Almar                        | Itàlia     | 1.Ncup | Alexandr Kulikovskiy     | Equip nacional de Rússia              |
| 31    | RideLondon Classic                  | Regne Unit | 1.HC   | Tom Boonen               | Etixx-Quick Step                      |
| 31    | Gran Premi Kranj                    | Eslovènia  | 1.2    | Mattia De Marchi         | Cycling Team Friuli                   |
| 31    | Circuit de Getxo                    | Espanya    | 1.1    | Diego Ulissi             | Lampre-Merida                         |
| 31    | Polynormande                        | França     | 1.1    | Baptiste Planckaert      | Wallonie-Bruxelles                    |
| 31    | Rad am Ring                         | Alemanya   | 1.1    | Paul Voss                | Bora-Argon 18                         |

### Agost
| Data  | Cursa                             | País          | Cat.   | Vencedor             | Equip                          |
| ----- | --------------------------------- | ------------- | ------ | -------------------- | ------------------------------ |
| 2-6   | Volta a Burgos                    | Espanya       | 2.HC   | Alberto Contador     | Team Tinkoff                   |
| 5     | Dwars door het Hageland           | Bèlgica       | 1.1    | Niki Terpstra        | Etixx-Quick Step               |
| 6     | Tour de Ribas                     | Ucraïna       | 1.2    | Andrí Vassiliuk      | Kolss-BDC                      |
| 7     | Fletxa del port d'Anvers          | Bèlgica       | 1.2    | Timothy Dupont       | Veranda's Willems Cycling Team |
| 7     | Odessa Grand Prix                 | Ucraïna       | 1.2    | Oleksandr Prevar     | Kolss-BDC                      |
| 10-14 | Arctic Race of Norway             | Noruega       | 2.HC   | Gianni Moscon        | Team Sky                       |
| 10-13 | Tour de l'Ain                     | França        | 2.1    | Sam Oomen            | Giant-Alpecin                  |
| 11-13 | Tour de Szeklerland               | Romania       | 2.2    | Kiril Pozdniakov     | Synergy Baku Cycling           |
| 11-14 | Czech Cycling Tour                | Txèquia       | 2.1    | Diego Ulissi         | Lampre-Merida                  |
| 13    | Memorial Henryk Łasak             | Polònia       | 1.2    | Paweł Franczak       | Verva ActiveJet                |
| 14    | Slag om Norg                      | Països Baixos | 1.2    | Fabio Jakobsen       | SEG Racing Academy             |
| 14    | Copa dels Carpats                 | Polònia       | 1.2    | Antonio Parrinello   | D'Amico-Bottecchia             |
| 14    | Gran Premi de Poggiana            | Itàlia        | 1.2U   | Michael Storer       | Equip nacional d'Austràlia     |
| 15-18 | Tour d'Ankara                     | Turquia       | 2.2    | Serkan Balkan        |                                |
| 16    | Gran Premi Capodarco              | Itàlia        | 1.2U   | Jai Hindley          | Equip nacional d'Austràlia     |
| 16-19 | Tour del Llemosí                  | França        | 2.1    | Joey Rosskopf        | BMC Racing Team                |
| 17    | Trofeu Beato Bernardo             | Itàlia        | 1.2U   | Enrico Salvador      | Unieuro Wilier                 |
| 19    | Arnhem Veenendaal Classic         | Països Baixos | 1.1    | Dylan Groenewegen    | Team LottoNL-Jumbo             |
| 20    | Puchar Ministra Obrony Narodowej  | Polònia       | 1.2    | Alois Kankovsky      | Whirlpool Author               |
| 20-27 | Tour de l'Avenir                  | França        | 2.Ncup | David Gaudu          | Equip nacional de França       |
| 21    | Gran Premi Jef Scherens           | Bèlgica       | 1.1    | Dimitri Claeys       | Wanty-Groupe Gobert            |
| 23    | Gran Premi dels Marbrers          | França        | 1.2    | Emiel Planckaert     | Lotto-Soudal U23               |
| 23-28 | Baltic Chain Tour                 | Estònia       | 2.2    | Māris Bogdanovičs    | Rietumu-Delfin                 |
| 23-26 | Tour de Poitou-Charentes          | França        | 2.1    | Sylvain Chavanel     | Direct Énergie                 |
| 23    | Gran Premi de la vila de Zottegem | Bèlgica       | 1.1    | Tim Merlier          | Crelan-Vastgoedservice         |
| 24    | Druivenkoers Overijse             | Bèlgica       | 1.1    | Jérôme Baugnies      | Wanty-Groupe Gobert            |
| 27-28 | Ronda van Midden-Nederland        | Països Baixos | 2.2    | Chris Opie           | ONE Pro Cycling                |
| 27    | Omloop Mandel-Leie-Schelde        | Bèlgica       | 1.2    | Pieter Vanspeybrouck | Topsport Vlaanderen-Baloise    |
| 28    | Croàcia-Eslovènia                 | Eslovènia     | 1.2    | Jannik Steimle       | Team Felbermayr-Simplon Wels   |
| 28-31 | Volta a Bulgària                  | Bulgària      | 2.2    | Marco Tecchio        | Unieuro Wilier                 |
| 28    | Copa Sels                         | Bèlgica       | 1.1    | Wout Van Aert        | Crelan-Vastgoedservice         |
| 31-4  | Tour dels Fiords                  | Noruega       | 2.1    | Alexander Kristoff   | Team Katusha                   |

### Setembre
| Data  | Cursa                                      | País          | Cat. | Vencedor                    | Equip                         |
| ----- | ------------------------------------------ | ------------- | ---- | --------------------------- | ----------------------------- |
| 3     | Brussels Cycling Classic                   | Bèlgica       | 1.HC | Tom Boonen                  | Etixx-Quick Step              |
| 4     | Gran Premi de Fourmies                     | França        | 1.HC | Marcel Kittel               | Etixx-Quick Step              |
| 4-11  | Volta a la Gran Bretanya                   | Regne Unit    | 2.HC | Stephen Cummings            | Dimension Data                |
| 4     | Kernen Omloop Echt-Susteren                | Països Baixos | 1.2  | Daan Meijers                | Cyclingteam Join's-De Rijke   |
| 9-10  | East Bohemia Tour                          | Txèquia       | 2.2  | Jan Tratnik                 | Amplatz-BMC                   |
| 10    | De Kustpijl                                | Bèlgica       | 1.2  | Timothy Dupont              | Verandas Willems Cycling Team |
| 11    | Tour del Doubs                             | França        | 1.1  | Samuel Dumoulin             | AG2R La Mondiale              |
| 11    | Chrono champenois                          | França        | 1.2  | Daniel Westmattelmann       | Kuota-Lotto                   |
| 12    | Gran Premi Marcel Kint                     | Bèlgica       | 1.2  | Jan-Willem van Schip        | Cyclingteam Join's-De Rijke   |
| 14    | Campionat d'Europa - contrarellotge sub-23 | França        | C.C  | Lennard Kämna               | Equip nacional d'Alemanya     |
| 14    | Copa Bernocchi                             | Itàlia        | 1.1  | Giacomo Nizzolo             | Equip nacional d'Itàlia       |
| 14    | Gran Premi de Valònia                      | Bèlgica       | 1.1  | Tony Gallopin               | Lotto-Soudal                  |
| 15    | Copa Agostoni                              | Itàlia        | 1.1  | Sonny Colbrelli             | Bardiani CSF                  |
| 15    | Campionat d'Europa - contrarellotge        | França        | C.C  | Jonathan Castroviejo        | Equip nacional d'Espanya      |
| 16    | Campionat de Flandes                       | Bèlgica       | 1.1  | Timothy Dupont              | Verandas Willems Cycling Team |
| 17    | Campionat d'Europa - cursa en ruta sub-23  | França        | C.C  | Alexandr Riabushenko        | Equip nacional de Belarús     |
| 17    | Memorial Marco Pantani                     | Itàlia        | 1.1  | Francesco Gavazzi           | Androni Giocattoli-Sidermec   |
| 17    | Gran Premi Impanis-Van Petegem             | Bèlgica       | 1.HC | Fernando Gaviria            | Etixx-Quick Step              |
| 18    | Campionat d'Europa - cursa en ruta         | França        | C.C  | Peter Sagan                 | Equip nacional d'Eslovàquia   |
| 18    | Gran Premi d'Isbergues                     | França        | 1.1  | Kristoffer Halvorsen        | Team Joker-Byggtorget         |
| 20-21 | Giro de Toscana                            | Itàlia        | 2.1  | Daniele Bennati             | Equip nacional d'Itàlia       |
| 22    | Copa Sabatini                              | Itàlia        | 1.1  | Sonny Colbrelli             | Bardiani-CSF                  |
| 24    | Giro de l'Emília                           | Itàlia        | 1.HC | Esteban Chaves              | Orica-BikeExchange            |
| 25    | Gran Premi Bruno Beghelli                  | Itàlia        | 1.HC | Nicola Ruffoni              | Bardiani-CSF                  |
| 25    | Gooikse Pijl                               | Bèlgica       | 1.2  | Aidis Kruopis               | Verandas Willems Cycling Team |
| 25    | Duo normand                                | França        | 1.1  | Luke Durbridge · Svein Tuft | Orica-BikeExchange            |
| 27-2  | Olympia's Tour                             | Països Baixos | 2.2  | Cees Bol                    | Rabobank Development Team     |
| 27    | Ruta d'Or                                  | Itàlia        | 1.2U | Vincenzo Albanese           | Hopplà-Petroli                |
| 27    | Tres Valls Varesines                       | Itàlia        | 1.HC | Sonny Colbrelli             | Bardiani CSF                  |
| 28    | Milà-Torí                                  | Itàlia        | 1.HC | Miguel Ángel López          | Astana Pro Team               |
| 29    | Giro del Piemont                           | Itàlia        | 1.HC | Giacomo Nizzolo             | Equip nacional d'Itàlia       |

### Octubre
| Data | Cursa                                    | País     | Cat. | Vencedor          | Equip                |
| ---- | ---------------------------------------- | -------- | ---- | ----------------- | -------------------- |
| 2    | Eurométropole Tour                       | Bèlgica  | 2.HC | Dylan Groenewegen | Team LottoNL-Jumbo   |
| 2    | Piccolo Giro de Llombardia               | Itàlia   | 1.2U | Harm Vanhoucke    | Lotto-Soudal U23     |
| 2    | Tour de Vendée                           | França   | 1.1  | Nacer Bouhanni    | Cofidis              |
| 3    | Sparkassen Münsterland Giro              | Alemanya | 1.HC | John Degenkolb    | Giant-Alpecin        |
| 4    | Binche-Chimay-Binche                     | Bèlgica  | 1.1  | Arnaud Démare     | FDJ                  |
| 6    | París-Bourges                            | França   | 1.1  | Sam Bennett       | Bora-Argon 18        |
| 9    | París-Tours                              | França   | 1.HC | Fernando Gaviria  | Etixx-Quick Step     |
| 9    | París-Tours sub-23                       | França   | 1.2U | Arvid de Kleijn   | Cyclingteam Jo Piels |
| 11   | Premi Nacional de Clausura               | Bèlgica  | 1.1  | Roy Jans          | Wanty-Groupe Gobert  |
| 23   | Crono de les Nacions-Les Herbiers-Vendée | França   | 1.1  | Vasil Kiryienka   | Team Sky             |

### Proves anul·lades
| Data           | Prova                                           | País                 | Cat.   | Motiu                |
| -------------- | ----------------------------------------------- | -------------------- | ------ | -------------------- |
| 6 març         | Gran Premi Istra-Slovenia                       | Eslovènia            | 1.2    |                      |
| 15 març        | Copa Sotxi                                      | Rússia               | 1.2    |                      |
| 16 març        | Gran Premi de l'Alcalde de Sotxi                | Rússia               | 1.2    |                      |
| 17 març        | Gran Premi Nobili Rubinetterie                  | Itàlia               | 1.HC   | Financer             |
| 17-20 març     | Gran Premi de Sotxi                             | Rússia               | 2.2    |                      |
| 30 març        | Krasnodar-Anapa                                 | Rússia               | 1.2    |                      |
| 31-3 març      | Tour de Kuban                                   | Rússia               | 2.2    |                      |
| 13 abril       | La Côte Picarde                                 | França               | 1.Ncup |                      |
| 13 abril       | Maikop-Uliap-Maikop                             | Rússia               | 1.2    |                      |
| 14-17 abril    | Gran Premi d'Adiguèsia                          | Rússia               | 2.2    |                      |
| 3 maig         | Gran Premi de Moscou                            | Rússia               | 1.2    |                      |
| 5-9 maig       | Cinc anells de Moscou                           | Rússia               | 2.2    |                      |
| 21-22 maig     | World Ports Classic                             | Països Baixos        | 2.1    |                      |
| 25-29 maig     | Volta a Baviera                                 | Alemanya             | 2.HC   |                      |
| 28 maig        | Horizon Park Race Maidan                        | Ucraïna              | 1.2    |                      |
| 5 juny         | Velothon Berlín                                 | Alemanya             | 1.1    |                      |
| 5 juny         | Copa de la Pau                                  | Itàlia               | 1.2    | Anul·lada            |
| 10-19 juny     | Giro Ciclistico d'Itàlia                        | Itàlia               | 2.2    |                      |
| 12 juny        | Gran Premi de Sarajevo                          | Bòsnia i Hercegovina | 1.2    |                      |
| 19 juny        | Velothon Majors Copenhagen                      | Dinamarca            | 1.1    |                      |
| 24 juliol      | Velothon Stuttgart                              | Alemanya             | 1.1    |                      |
| 7-8 agost      | Tour del Gavaudan Llenguadoc-Rosselló           | França               | 2.1    |                      |
| 7 agost        | Trofeu internacional Bastianelli                | Itàlia               | 1.2    |                      |
| 21 agost       | Szlakiem Wielkich Jezior                        | Polònia              | 1.2    |                      |
| 2-4 setembre   | Black Sea Cycling Tour                          | Bulgària             | 2.2    |                      |
| 4 setembre     | Cyklo Gdynia                                    | Polònia              | 1.2    |                      |
| 10 setembre    | Tour del Jura                                   | Suïssa               | 1.2    |                      |
| 11 setembre    | Velothon Stockholm                              | Suècia               | 1.1    |                      |
| 14-18 setembre | Volta a Romania                                 | Romania              | 2.2    |                      |
| 18 setembre    | Gran Premi de la Indústria i el Comerç de Prato | Itàlia               | 1.1    |                      |
| 23-25 setembre | Volta a Lleida                                  | Catalunya            | 2.2    | No puja de categoria |
| 27 setembre    | Circuit de Houtland                             | Bèlgica              | 1.1    |                      |
| 30 setembre    | Maykop Cup                                      | Rússia               | 1.2    |                      |
| 1-4 octubre    | Tour de Kavkaz                                  | Rússia               | 2.2    |                      |

## Classificacions
- Font: Classificacions finals

| #  | Ciclista                  | Equip                            | Punts |
| 1  | Baptiste Planckaert (BEL) | Wallonie Bruxelles-Group Protect | 1605  |
| 2  | Timothy Dupont (BEL)      | Veranda's Willems Cycling Team   | 1425  |
| 3  | Sonny Colbrelli (ITA)     | Bardiani-CSF                     | 1370  |
| 4  | Bryan Coquard (FRA)       | Direct Énergie                   | 1333  |
| 5  | Dylan Groenewegen (NED)   | LottoNL-Jumbo                    | 1145  |
| 6  | Samuel Dumoulin (FRA)     | AG2R La Mondiale                 | 1145  |
| 7  | Diego Ulissi (ITA)        | Lampre-Merida                    | 1126  |
| 8  | Nacer Bouhanni (FRA)      | Cofidis                          | 1035  |
| 9  | Francesco Gavazzi (ITA)   | Androni Giocattoli-Sidermec      | 954   |
| 10 | Petr Vakoč (CZE)          | Etixx-Quick Step                 | 910   |
| 11 | Alexander Kristoff (NOR)  | Team Katusha                     | 833   |
| 12 | Kenny Dehaes (BEL)        | Wanty-Groupe Gobert              | 747   |
| 13 | Fernando Gaviria (COL)*   | Etixx-Quick Step                 | 727   |
| 14 | Philippe Gilbert (BEL)    | BMC Racing Team                  | 708   |
| 15 | Giacomo Nizzolo (ITA)     | Trek-Segafredo                   | 704   |
| 16 | Tony Gallopin (FRA)       | Lotto-Soudal                     | 655   |
| 17 | Tom Boonen (BEL)          | Etixx-Quick Step                 | 633   |
| 18 | Dries Devenyns (BEL)      | IAM Cycling                      | 621   |
| 19 | Peter Sagan (SVK)         | Team Tinkoff                     | 615   |
| 20 | André Greipel (GER)       | Lotto-Soudal                     | 610   |

| #  | Equip                            | País          | Punts   |
| 1  | Wanty-Groupe Gobert              | Bèlgica       | 3015    |
| 2  | Direct Énergie                   | França        | 2966    |
| 3  | Cofidis                          | França        | 2953    |
| 4  | Caja Rural-Seguros RGA           | Espanya       | 2683    |
| 5  | Wallonie-Bruxelles-Group Protect | Bèlgica       | 2469    |
| 6  | Bardiani-CSF                     | Itàlia        | 2244    |
| 7  | Veranda's Willems Cycling Team   | Bèlgica       | 2201    |
| 8  | Androni Giocattoli-Sidermec      | Itàlia        | 2109    |
| 9  | Topsport Vlaanderen-Baloise      | Bèlgica       | 2038    |
| 10 | Bora-Argon 18                    | Alemanya      | 1930    |
| 11 | Roompot Oranje Peloton           | Països Baixos | 1777    |
| 12 | Fortuneo-Vital Concept           | França        | 1739    |
| 13 | Wilier Triestina-Southeast       | Itàlia        | 1683    |
| 14 | Gazprom-RusVelo                  | Rússia        | 1334    |
| 15 | ONE Pro Cycling                  | Regne Unit    | 1333,75 |
| 16 | CCC Sprandi Polkowice            | Polònia       | 1324    |
| 17 | Crelan-Vastgoedservice           | Bèlgica       | 1313    |
| 18 | Team Joker Byggtorget            | Noruega       | 1219    |
| 19 | Kolss-BDC Team                   | Ucraïna       | 1166,65 |
| 20 | Synergy Baku Cycling Project     | Azerbaidjan   | 1146    |

| #  | País          | Punts   |
| 1  | Bèlgica       | 8044    |
| 2  | Itàlia        | 6943,75 |
| 3  | França        | 6786    |
| 4  | Noruega       | 3871    |
| 5  | Espanya       | 3759    |
| 6  | Països Baixos | 3738    |
| 7  | Regne Unit    | 3718    |
| 8  | Alemanya      | 3410    |
| 9  | Dinamarca     | 2685,5  |
| 10 | Txèquia       | 2231    |

| #  | País          | Punts   |
| 1  | Itàlia        | 1876    |
| 2  | Alemanya      | 1661,25 |
| 3  | França        | 1589    |
| 4  | Bèlgica       | 1438,25 |
| 5  | Noruega       | 1437    |
| 6  | Regne Unit    | 1295    |
| 7  | Dinamarca     | 1077    |
| 8  | Països Baixos | 998     |
| 9  | Rússia        | 476,92  |
| 10 | Irlanda       | 412     |